# Rakousko na Letních olympijských hrách 1948
Rakousko na Letních olympijských hrách 1948 v Londýně reprezentovalo 144 sportovců (113 mužů a 31 žen) v 17 sportech.

## Medailisté
| Medaile | Jméno            | Sport      | Disciplína              |
| ------- | ---------------- | ---------- | ----------------------- |
| Zlato   | Herma Baumová    | Atletika   | Ženy hod oštěpem        |
| Bronz   | Ine Schäfferová  | Atletika   | Ženy vrh koulí          |
| Bronz   | Fritzi Schwingl  | Kanoistika | Ženy K-1 500 m          |
| Bronz   | Ellen Muellerová | Šerm       | Ženy fleret jednotlivci |